# Montalegre

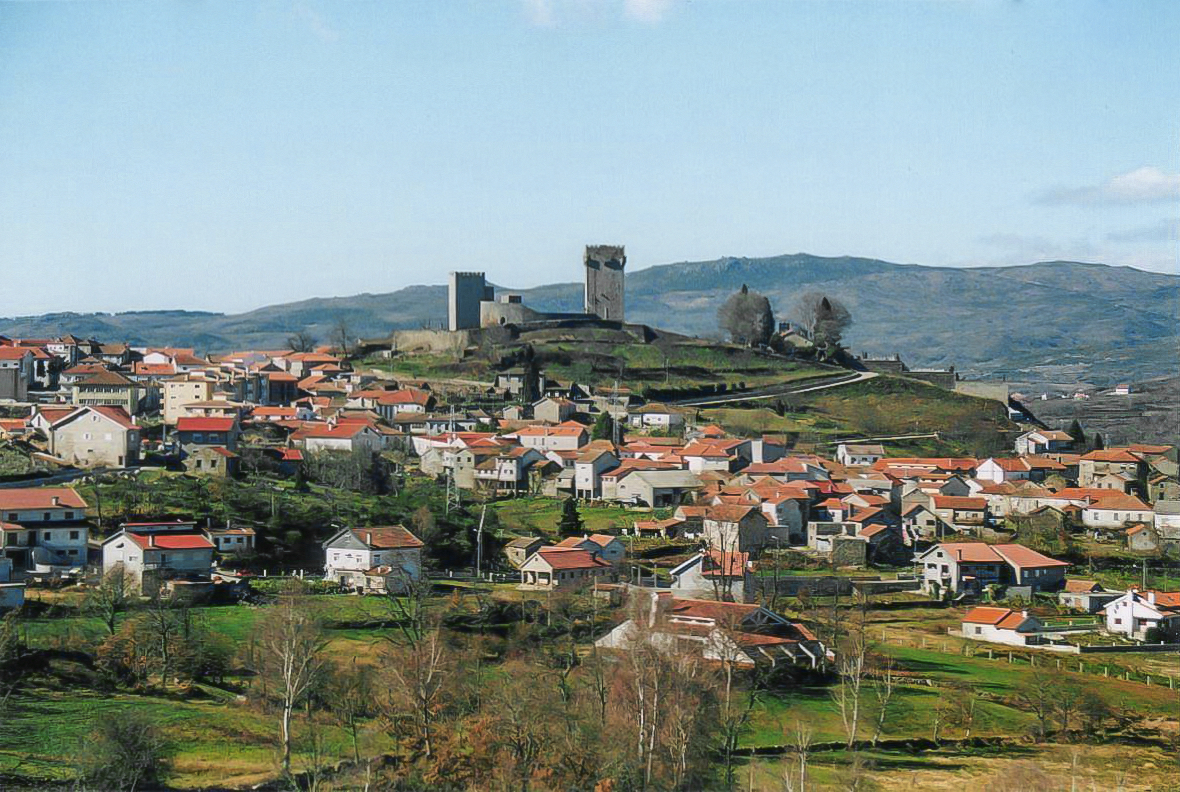

Montalegre is een gemeente in het Portugese district Vila Real.
De gemeente heeft een totale oppervlakte van 806 km² en telde 12.762 inwoners in 2001.

## Plaatsen in de gemeente
- Cabril
- Cambeses do Rio
- Cervos
- Chã
- Contim
- Covelães
- Covelo do Gerês
- Donões
- Ferral
- Fervidelas
- Fiães do Rio
- Frades do Rio
- Gralhas
- Meixedo
- Meixide
- Montalegre
- Morgade
- Mourilhe
- Negrões
- Outeiro
- Padornelos
- Padroso
- Paradela
- Pitões das Júnias
- Pondras
- Reigoso
- Salto
- Santo André
- Sarraquinhos
- Sezelhe
- Solveira
- Tourém
- Venda Nova
- Viade de Baixo
- Vila da Ponte
- Vilar de Perdizes